# 美波和嘉菜
美波和嘉菜（日语：／ Minami Wakana，1994年3月1日—）是日本的女性聲優、舞台演員、偶像、YouTuber。山口縣出身。修曼綜合學院畢業。曾隸屬於青二製作、響，隸屬於Galaxy Promotion。本名為金魚和嘉菜，舊藝名為讀音相同的。

## 人物
2014年4月與第1回全日本美聲女比賽中進入總決賽的其他七人（辻美優、花房枝、高橋美衣、吉村那奈美、入江麻衣子、奧谷楓、大槻瞳）一起組成團體Honeyce'Girls，並進行為期三個月的活動。
2014年12月初次演出舞台劇。2015年10月3日為電影《罪的留白》演唱主題曲並以歌手身分出道。2016年5月以聲優團體「8/pLanet!!」一員的身分進行歌唱活動。
2019年7月31日離開青二製作，同年8月1日加入響，同時將原藝名「金魚和嘉菜」改成「美波和嘉菜」。
2024年4月30日隸屬響官方網站宣布專屬管理合約已滿而退所，同年6月4日加入Galaxy Promotion。

## 演出作品
※粗體字為主要角色。

### 電視動畫
2014年
- 關於完全聽不懂老公在說什麼的事（腐女們）

2015年
- Concrete Revolutio～超人幻想～（飛行員）
- 七龍珠超（客、女、梅斯卡艾爾）

2016年
- 七龍珠超（小貓、真希）
- 超時空要塞Δ（水樹·尤里、伊莉莎白、女性操作員）
- 三者三葉（女子E）
- TRICKSTER －來自江戶川亂步「少年偵探團」－（宍戶夢子）

2017年
- 我的英雄學院 第2期（女高中生）
- 妖怪公寓的優雅日常（年輕女性、女學生A、同情者）
- 精靈寶可夢 太陽&月亮（電力公主隊A、皮可、萌虻、小渚）

2018年
- 新幹線戰士 THE ANIMATION（速杉遙、學生、都、廣播、通信員、三條實、市民、引座員、女學生）
- 庫洛魔法使 透明牌篇（學生、觀光客、記者、小孩）
- 溫泉屋小女將（森野友菜、崇拜者、媒體人員、女性客3、女性客2）
- 刃牙（學生）
- 魔法律事務所（富美江）
- 爆釣BARHUNTER（那間探美[11]）

2019年
- 新幹線戰士 THE ANIMATION（川內渚、西瓜卡企鵝）
- 傀儡馬戲團（小孩）
- 魔法水果籃（女學生）
- 只要長得可愛，即使是變態你也喜歡嗎？（幼少的慧輝）
- 花牌情緣3（豬熊暉、白波會女子、女學生）
- 我的英雄學院 第4期（通形未吏生（幼年））

2020年
- 我的英雄學院 第4期（男兒童、女學生）
- 異種族風俗娘評鑑指南（低級淫魔B）
- 花牌情緣3（女子、女子選手、富士崎女學生、塾女子）
- BanG Dream! 3rd season（學生）
- 更多！認真地不認真的怪俠佐羅利（兔子、チー吉、馬爾露）
- ARGONAVIS from BanG Dream! ANIMATION（店員）
- 寶可夢 旅途（奈海、小渚）
- 魔法水果籃 2nd season（女學生）
- 安達與島村（島田）
- D4DJ First Mix（放送委員、女學生）
- 卡片戰鬥!! 先導者外傳 -if-（孩子）

2021年
- D4DJ First Mix（天氣預報員）
- D4DJ Petit Mix（觀眾、記者、小狗、廣播）
- 更多！認真地不認真的怪俠佐羅利 第2期（朱涅、甲姬、幼兒園兒童A、觀眾A、兔醬）
- 魔法水果籃 The Final（女學生）
- 影宅
- 擾亂 THE PRINCESS OF SNOW AND BLOOD
- BLUE REFLECTION RAY/澪（少女）
- 新幹線戰士Z（三條實、川內渚、速杉遙）
- 通靈王（馬琪露塔·馬提斯）
- 奇蛋物語 Wonder Egg Priority（清美）
- 進化果實～不知不覺踏上勝利的人生～（高宮美羽）
- 白金終局（偶像2）

2022年
- 自稱賢者弟子的賢者（畝子）
- 更多！認真地不認真的怪俠佐羅利 第3期（猴丸、兔醬、小巴里加利）
- 組長女兒與保姆
- 黑之召喚士（女）
- D4DJ Double Mix（女學生）
- 寶可夢 旅途 遙遠青空（蓮）

2023年
- D4DJ All Mix（女學生、女性客）
- 最強陰陽師的異世界轉生記（學生B）
- 寶可夢 旅途 目標是寶可夢大師（毛球）

2024年
- 通靈王FLOWERS（馬琪露塔·馬提斯[12]）
- 為了在異世界也能撫摸毛茸茸而努力。（西西莉的妹妹／斯皮卡）
- 最狂輔助職業【話術士】世界最強戰團聽我號令（雀兒喜）

### 劇場版動畫
2018年
- 劇場版超時空要塞Δ 激情的女武神（水樹·尤里、伊莉莎白、裘露露）
- 溫泉屋小女將（森野友菜）

2019年
- 麵包超人電影版：閃爍吧！冰之國的香草姬（彩虹冰淇淋麵包超人）
- 我的英雄學院劇場版：英雄新世紀
- 劇場版新幹線戰士：來自未來的神速ALFA-X（速杉遙）

### 網路動畫
2018年
- 異世界居酒屋「阿信」（艾法的妹妹、客）

2019年
- 寶可夢大師 訓練師大集結特別動畫（可爾妮）

### 遊戲
2015年
- 我家公主最可愛（綠惠姬 尼基塔·弗雷克）
- 動物朋友（印度野牛、始祖馬、巴布亞企鵝）

2016年
- 8 beat Story♪（姬咲杏梨[13]）
- 放學後少女聚落（扇佳澄[14]）

2017年
- 最終騎士 -X fragments-（露西）

2018年
- 名偵探皮卡丘
- 噬神者共鳴作戰（柚香）
- 魔物娘☆後宮（克拉拉）
- 任天堂明星大亂鬥 特別版（寶可夢訓練家〈女〉）

2019年
- 寶可夢大師（可爾妮）

2022年
- 緋染天空 Heaven Burns Red（茉莉）

### 外語配音
- 名偵探皮卡丘（2019年，百變怪[15]、伊布、火伊布）

### 其他
- LIB JAPAN Honeyce'Girls（2014年）
- 溫泉女孩（2017年，玉川百合亞[16]）

### 網路電視
- 金魚頻道（2015年9月16日－[17]）
- 8 beat story News（2016年－）※每回輪替主持[18]

## 音樂CD

### 角色歌
| 發售日   | 商品名稱 | 演唱名義 | 歌曲                        | 備註                         |
| 2016年   | 2016年 | 2016年 | 2016年                      | 2016年                       |
| -------- | --- | --- | --------------------------- | ---------------------------- |
| 6月8日   | | 8/pLanet! | 「」                        | 遊戲《8 beat Story♪》主題曲  |
| 6月8日   | 櫻木日向（社本悠）、水瀨鈴音（吉井彩實）、姬咲杏梨（金魚和嘉菜）、星宮雪菜（和氣杏未）、源氏螢（吉村那奈美） | 「BoyFriend」                                                                                                | 遊戲《8 beat Story♪》主題曲 |                              |
| 10月19日 | Halloween☆Night                                                                                              | 8/pLanet! | 遊戲《8 beat Story♪》主題曲 | 「Halloween☆Night」          |
| 10月19日 | Halloween☆Night                                                                                              | 櫻木日向（社本悠）、水瀨鈴音（吉井彩實）、姬咲杏梨（金魚和嘉菜）、星宮雪菜（和氣杏未）、源氏螢（吉村那奈美） | 遊戲《8 beat Story♪》主題曲 | 「」                         |
| 10月19日 | Halloween☆Night                                                                                              | 櫻木日向（社本悠）、姬咲杏梨（金魚和嘉菜）、星宮雪菜（和氣杏未）、神樂月（吉岡美咲）、源氏螢（吉村那奈美）   | 遊戲《8 beat Story♪》主題曲 | 「」                         |
| 2019年   | | |                             |                              |
| 4月17日  | 百華繚亂 | 江雪左文字（佐藤亞美菜）、小烏丸（大和田仁美）、武藏正宗（金魚和嘉菜）                                       | 「夏色紋樣」                | 遊戲《天華百劍-斬-》相關歌曲 |

### 组合成员
1. 1 2  櫻木日向（社本悠）、水瀨鈴音（吉井彩實）、神樂月（吉岡美咲）、橘彩芽（青野菜月）、姬咲杏梨（金魚和嘉菜）、星宮雪菜（和氣杏未）、源氏螢（吉村那奈美）、芽衣（澤田美晴）

## 外部連結
- 事務所官方簡歷 （页面存档备份，存于）（日語）(已失效）
- 金魚和嘉菜 OFFICIAL HOMEPAGE - ARUTEMATE（日語）
- 美波和嘉菜的X（前Twitter）（日語）
- 新事務所官方簡歷 （页面存档备份，存于） （日語）